# City Hunter : Amour, Destin et un Magnum 357
Pour plus de détails, voir Fiche technique et Distribution.
City Hunter : Amour, destin et un Magnum 357 (シティーハンター 愛と宿命のマグナム, City Hunter: Ai to shukumei no Magnum), est un film d'animation japonais de Kenji Kodama diffusé en 1989, basé sur le manga City Hunter.

## Synopsis
Nina Stenberg, une jeune prodige du piano, fugue puis fait appel à Ryô pour retrouver son père parti alors qu'elle était enfant. Son grand-père, Klaus, n'est pas de cet avis. Le père de Nina se trouve être un tueur professionnel connu sous le nom de "l'Exterminateur Rouge". Ils se retrouveront embarqués dans une affaire d'espionnage face à un redoutable tueur cherchant à concilier les demandes de ces supérieurs et la vie de sa fille…

## Fiche technique
Sauf indication contraire, les informations mentionnées dans cette section peuvent être confirmées par la base de données cinématographiques IMDb,  présente dans la section « Liens externes ».
- Titre français : City Hunter : Amour, destin et un magnum 357
- Titre original : City Hunter: Ai to shukumei no Magnum, シティーハンター 愛と宿命のマグナム)
- Sortie : 1989
- Durée : 88 minutes
- Production japonaise : Sunrise, Yomiuri TV, Victor Entertainment
- Réalisation : Kenji Kodama, Tsukasa Hôjô
- Scénario : Akinori Endô
- Direction de l'animation : Takeo Kitahara, Hiroshi Kôjina
- Direction artistique : Jun'Ichi Higashi
- Musique : Tatsumi Yano
- Character Design : Sachiko Kamimura
- Mechanical Design : Mika Akitaka
- Licence :
  - France : Dybex (anciennement Dynamic Vision)

## Source
- Ressources relatives à l'audiovisuel :   - Allociné
  - Filmweb.pl
  - IMDb
  - LUMIERE
  - OFDb
  - Rotten Tomatoes
  - The Movie Database
- Ressource relative à la bande dessinée :   - Comic Vine